# Călugăreni (okręg Giurgiu)
Călugăreni – wieś w Rumunii, w okręgu Giurgiu, w gminie Călugăreni. W 2011 roku liczyła 1472 mieszkańców.